# Manuel Cappai
Manuel Fabrizio Cappai (Cagliari, 9 ottobre 1992) è un pugile italiano della categoria dei pesi mosca e pesi mosca leggeri.

## Biografia
Figlio d'arte, suo padre (e suo allenatore) Fabrizio è stato campione italiano dei pesi piuma tra i professionisti, cosicché Manuel cresce pugilisticamente all'Accademia Franco Loi della sua città Quartu Sant'Elena.
Nel 2009, anno del suo esordio nella categoria juniores, vince il suo primo campionato italiano a Pomezia, ripetendosi l'anno successivo a Porto Torres.
Il 14 maggio 2011 viene arruolato come agente di Polizia di Stato ed entra a far parte del Gruppo Sportivo Fiamme Oro. Al suo ingresso da senior nel 2011, Cappai vince il campionato italiano assoluto a Reggio Calabria, confermando il titolo anche nel 2012 a Roma e nel 2013 a Novara.
Nel 2012 a Trebisonda, in Turchia, vince il bronzo al torneo di qualificazione olimpica, ottenendo così il pass per le Londra 2012, diventando così il pugile italiano più giovane della storia di questo sport ad essersi qualificato e ad aver partecipato a una manifestazione a cinque cerchi.
Il 31 luglio all'Olimpiade sale sul ring della "Excel London Arena" per il primo turno dei sedicesimi di finale, scontrandosi contro il filippino Mark Anthony Barriga; battuto da quest'ultimo viene estromesso dal torneo olimpico.
Nel 2013 viene chiamato a rappresentare l'Italia nella sua categoria per i Giochi del Mediterraneo di Mersin salendo sul terzo gradino del podio. A ottobre dello stesso anno partecipa ai Mondiali di Almaty, in Kazakistan. Dopo aver vinto tre incontri, Cappai viene sconfitto ai quarti di finale dal cubano Yosvany Veitía.
Ad agosto 2014 partecipa ai campionati dell'Unione europea Elite di boxe a Sofia, Bulgaria, conquistando la medaglia di bronzo. Lo stesso anno, il Tribunale Antidoping, sotto richiesta dell'Ufficio Procura Antidoping, ha emmeso la sentenza contro il pugile per non aver segnalato il proprio luogo di permanenza in tre occasioni nell'arco di diciotto mesi attraverso il sistema "whereabouts", dovendo scontare un anno fuori dal ring (luglio 2014 - luglio 2015).
Il 2016 è l'anno del riscatto, infatti Cappai durante il torneo di qualificazione olimpica a Samsun, in Turchia, conquista il bronzo battendo lo spagnolo Samuel Carmona Heredia che gli consentirà di partecipare ai Giochi olimpici di Rio de Janeiro 2016.